# Libertador (Aragua)
Libertador è un comune del Venezuela situato nello stato dell'Aragua.
Il capoluogo del comune è la città di Palo Negro.